# Вилафрати
Вилафрати (итал. Villafrati) је насеље у Италији у округу Палермо, региону Сицилија.
Према процени из 2011. у насељу је живело 3076 становника. Насеље се налази на надморској висини од 497 м.

## Становништво
| 1931. | 1936. | 1951. | 1961. | 1971. | 1981. | 1991. | 2001. | 2011. |
| ----- | ----- | ----- | ----- | ----- | ----- | ----- | ----- | ----- |
| 2.930 | 2.951 | 3.364 | 3.101 | 2.717 | 3.184 | 3.404 | 3.365 | 3.377 |